# Мелвіндейл (Мічиган)
Мелвіндейл (англ. Melvindale) — місто (англ. city) в США, в окрузі Вейн штату Мічиган. Населення — 12 851 особа (2020).

## Географія
Мелвіндейл розташований за координатами 42°16′43″ пн. ш. 83°10′57″ зх. д. / 42.27861° пн. ш. 83.18250° зх. д. (42.278537, -83.182589).  За даними Бюро перепису населення США в 2010 році місто мало площу 7,14 км², з яких 7,05 км² — суходіл та 0,10 км² — водойми.

## Демографія
Згідно з переписом 2010 року, у місті мешкало 10 715 осіб у 4420 домогосподарствах у складі 2601 родини. Густота населення становила 1500 осіб/км².  Було 4918 помешкань (688/км²).
Расовий склад населення:
| - 76,8 % — білих - 11,3 % — чорних або афроамериканців - 0,8 % — азіатів - 0,7 % — корінних американців - 6,4 % — осіб інших рас |

До двох чи більше рас належало 3,9 %. Частка іспаномовних становила 18,3 % від усіх жителів.
За віковим діапазоном населення розподілялося таким чином: 24,7 % — особи молодші 18 років, 63,5 % — особи у віці 18—64 років, 11,8 % — особи у віці 65 років та старші. Медіана віку мешканця становила 36,5 року. На 100 осіб жіночої статі у місті припадало 92,6 чоловіків;  на 100 жінок у віці від 18 років та старших — 91,7 чоловіків також старших 18 років.
Середній дохід на одне домашнє господарство  становив 41 930 доларів США (медіана — 33 081), а середній дохід на одну сім'ю — 48 862 долари (медіана — 34 917). Медіана доходів становила 36 705 доларів для чоловіків та 32 034 долари для жінок. За межею бідності перебувало 27,1 % осіб, у тому числі 39,7 % дітей у віці до 18 років та 19,5 % осіб у віці 65 років та старших.
Цивільне працевлаштоване населення становило 3770 осіб. Основні галузі зайнятості: освіта, охорона здоров'я та соціальна допомога — 20,7 %, роздрібна торгівля — 15,9 %, виробництво — 15,6 %.